# Долна Лешница
Долна Лешница (изписване до 1945 Долна Лѣшница, на македонска литературна норма: Долна Лешница; на албански: Leshnica e Poshtme, Лешница е Пощме) е село в Северна Македония, в община Желино.

## География
Селото се намира в областта Долни Полог, в западните поли на планината Сува гора.

## История
На 1,5 km южно от Долна Лешница е късноантичната и средновековна крепост Кале.
В обобщен списък на джизието на немюсюлманите от вилаета Калканделен от 18 юли 1628 година селото е отбелязано като Долна Лешниче. Заедно с махалата Радич има 35 ханета (домакинства).
В края на XIX век Долна Лешница е българо-албанско село в Тетовска каза на Османската империя. Андрей Стоянов, учителствал в Тетово от 1886 до 1894 година, пише за селото:
| „ | С. Долня Лѣшница — има 23 арнаутски и 12 български кѫщи. При селото има развалини отъ стара църква, при която българитѣ колятъ курбанъ на зимни св. Атанасъ. | “ |

Според статистиката на Васил Кънчов („Македония. Етнография и статистика“) от 1900 година Долна Лешница е село, населявано от 55 жители българи християни, 145 арнаути мохамедани и 25 цигани.
Цялото християнско население на селото е сърбоманско под върховенството на Цариградската патриаршия. По данни на секретаря на Българската екзархия Димитър Мишев („La Macédoine et sa Population Chrétienne“) в 1905 година в Лешница има 96 българи патриаршисти сърбомани. След Младотурската революция от 1908 година Долна Лешница признава Българската екзархия.
При избухването на Балканската война в 1912 година трима души от Долна и Горна Лешница са доброволци в Македоно-одринското опълчение.
Според Афанасий Селишчев в 1929 година Долна Лешница е село в Желинска община (с център в Саракино) в Долноположкия срез и има 17 къщи със 144 жители българи и албанци.
Според преброяването от 2002 година селото има 625 жители.
| Националност | Всичко |
| македонци    | 0      |
| албанци      | 615    |
| турци        | 0      |
| роми         | 0      |
| власи        | 0      |
| сърби        | 0      |
| бошняци      | 0      |
| други        | 10     |